# Brachiopoda
Los braquiópodos (Brachiopoda, del griego brakhýs, "corto" y podós, "pie") son un filo de animales marinos pertenecientes al clado de los lofoforados. Aunque se han descrito más de 16 000 especies fósiles, solo existen unas 335 especies actuales. Aparecen en el registro fósil desde el Cámbrico Inferior.
Son animales con dos valvas (una superior y una inferior, al contrario de las valvas de los bivalvos que son bilaterales) que están unidas en la región posterior. Generalmente son bentónicos, viviendo fijos a sustratos duros por un pedúnculo, o enterrados en sustratos blandos, donde excavan ayudándose de sus valvas, y forman extensas galerías.

## Anatomía

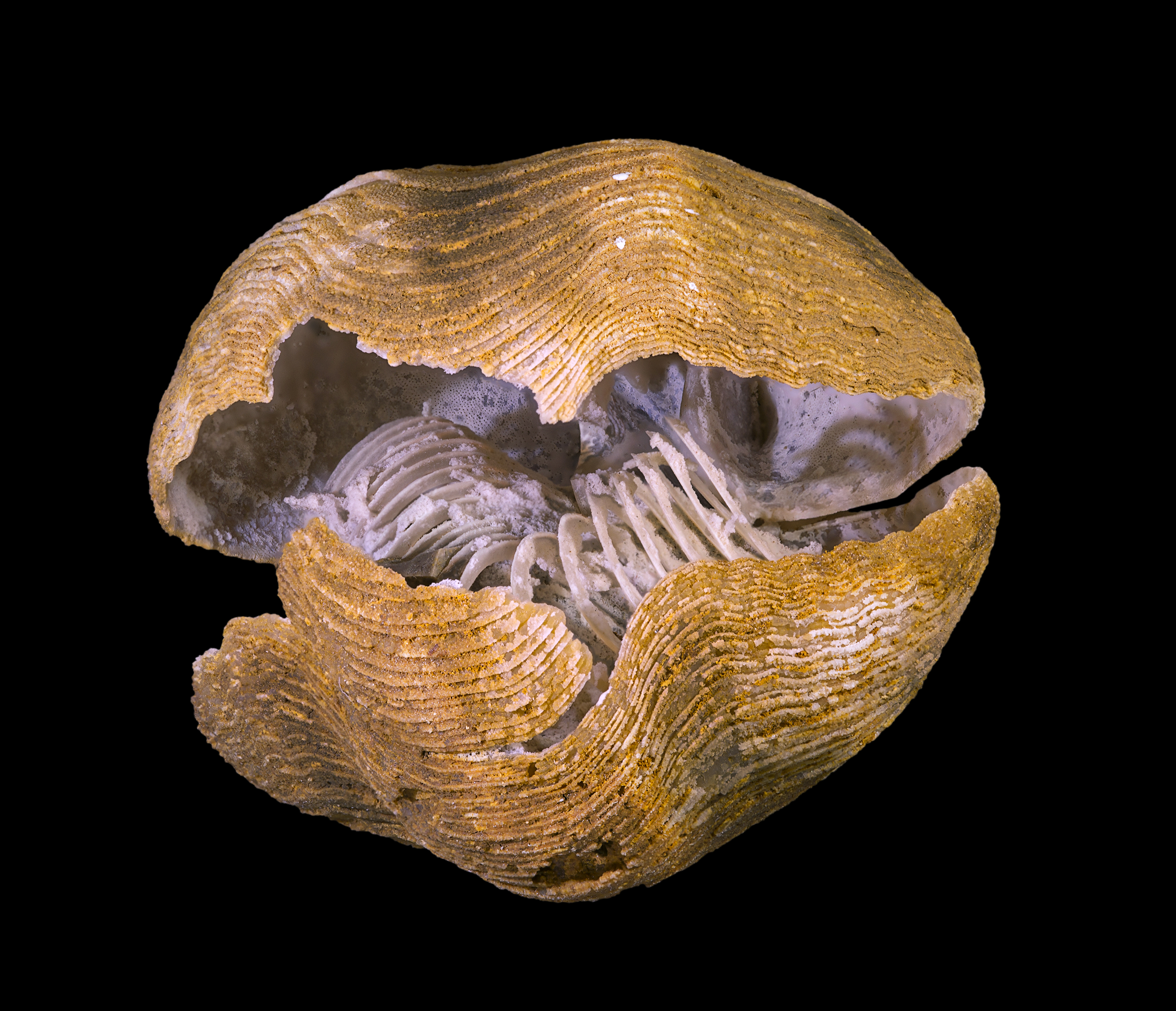
Spiriferina rostrata, con el esqueleto del lofóforo visible.

El lofóforo permanece enrollado en el interior de las valvas, que se abren o cierran a voluntad gracias a músculos abductores (que abren) y aductores (que cierran). La valva dorsal es más pequeña que la ventral, ambas protegen la cavidad paleal, donde  se encuentran el manto, el lofóforo y otros órganos. Su articulación está formada por una charnela, y además, en los braquiópodos más evolucionados, los Articulata, un sistema de pequeñas escotaduras y dientes complementarios, que permiten abrir y cerrar gracias a los músculos previamente mencionados.
La mayoría de braquiópodos viven fijados al sustrato, de la valva ventral aparece un pedúnculo que les sirve para fijarse al sustrato. El manto secreta la concha de forma análoga a los moluscos. 

### Tubo digestivo
Solo los braquiópodos de la clase Inarticulata tienen tubo digestivo completo. En los de la clase Articulata, es ciego, carece de ano.

### Aparato circulatorio
Aparato circulatorio abierto, poseen un pequeño corazón suspendido en el metacele sobre el estómago. Los tentáculos del lofóforo poseen gran cantidad de vasos sanguíneos que continúan en los túbulos celómicos del manto. Los senos capilares están generalmente abiertos. Algunas de las células del líquido celómico contienen hemeritrina. Esto hace suponer que los vasos celómicos constituyen el principal sistema de transporte de los gases respiratorios.

### Sistema nervioso
Poco evolucionado, aparecen un par de ganglios, uno en la parte dorsal y otro en la parte ventral.

### Celoma
La cavidad celómica está llena de celomocitos, que contienen hemeritrina. Este es el medio por el que transportan oxígeno.

### Excreción
La excreción es de tipo metanefridial.Tienen dos nefridios, con un nefrostoma ciliado, y un tubo que termina en un nefridioporo lateral, por el cual se transportan al exterior los celomocitos con sustancias de desecho.

## Reproducción y desarrollo
La reproducción es siempre sexual, la mayoría son hermafroditas, las gónadas se sitúan en la cavidad celomática, los espermatozoides y óvulos salen al exterior produciendo la fecundación, que generalmente, es externa. El animal que nace del huevo es una larva planctónica, que recuerda mucho a la larva trocófora de los anélidos. Finalmente la larva cae al sustrato, se fija y da lugar a un nuevo individuo adulto.
Los Articulata tienen un desarrollo embrionario indirecto y holometábolo (presentan larva que sufre metamorfosis). Los Inarticulata tiene un desarrollo heterometábolo (presentan juvenil diferente del adulto, pero sin metamorfosis).
La segmentación es típicamente deuteróstoma, aunque no siempre se forma el celoma por procesos de enterocelia.

## Clasificación

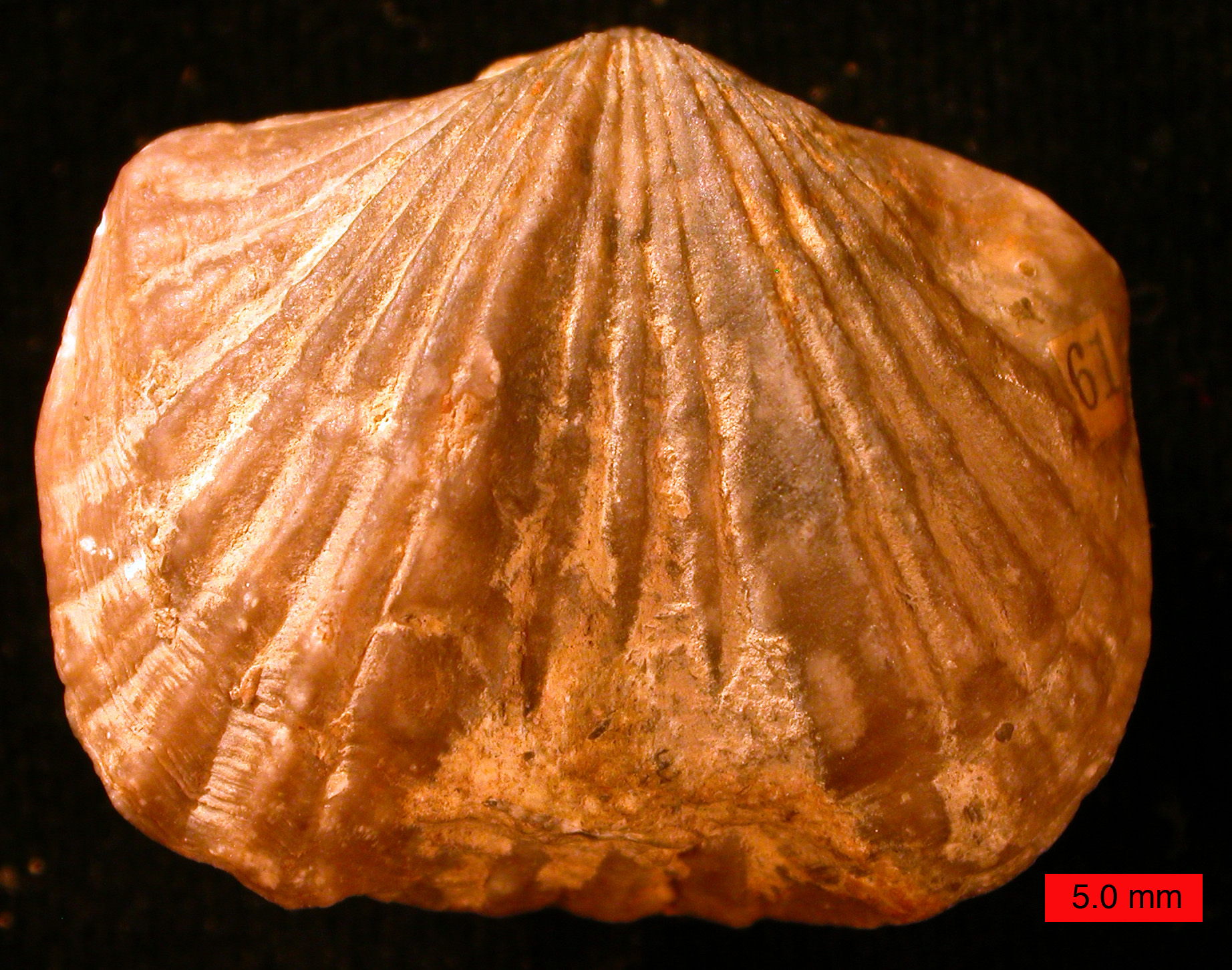
Platystrophia ponderosa.

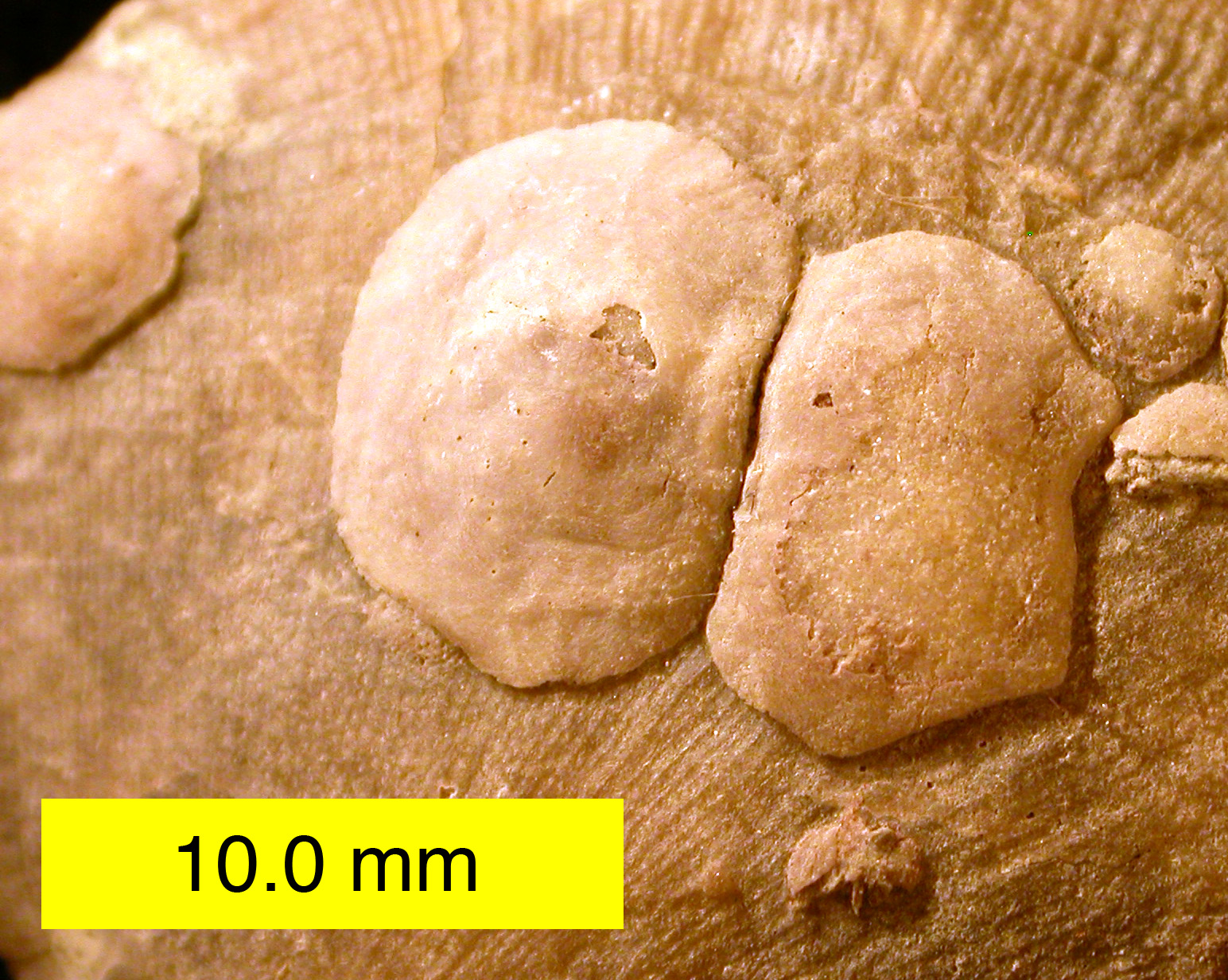
Ejemplares de Petrocrania, un braquiópodo inarticulado, epibiontes sobre un braquiópodo estrofoménido. Ordovícico Superior de Indiana (Estados Unidos).

La clasificación tradicional los clasifica en dos clases: 
ArticulataLas valvas están unidas entre sí por dientes y fosetas. El pedúnculo carece de musculatura.
InarticulataCarecen de dientes y fosetas. Cuando existe pedúnculo, es musculoso y está irrigado por cavidad celomática.
Los braquiópodos se clasifican actualmente en los siguientes subfilos, clases y órdenes desde 1990:
- Hyolitha†[4]
  - Hyolithida†

- Craniiformea
  - Craniidae
  - Craniopsidae†
  - Trimerellida†
    - Trimerellidae†
    - Adensuidae†
    - Ussuniidae†

- Linguliformea
  - Paterinata†
  - Lingulata
    - Lingulida
    - Acrotretida†
    - Siphonotretida†
- Rhynchonelliformea
  - Kutorginata†
  - Chileata†
    - Chileida†
    - Dictyonellida†

  - Obolellata†
    - Obolellida†
    - Naukatida†

  - Strophomenata
    - Billingsellida†
    - Orthotetida†
    - Productida†
    - Strophomenida

  - Rhynchonellata
    - Rhynchonellida
    - Terebratulida
    - Atrypida†
    - Athyridida†
    - Cadomelloidea†
    - Cardiarinidae†
    - Oblellida†
    - Orthida†
    - Spiriferinida†
    - Protorthida†
    - Pentamerida†
    - Thecideida†